# Påskkärring

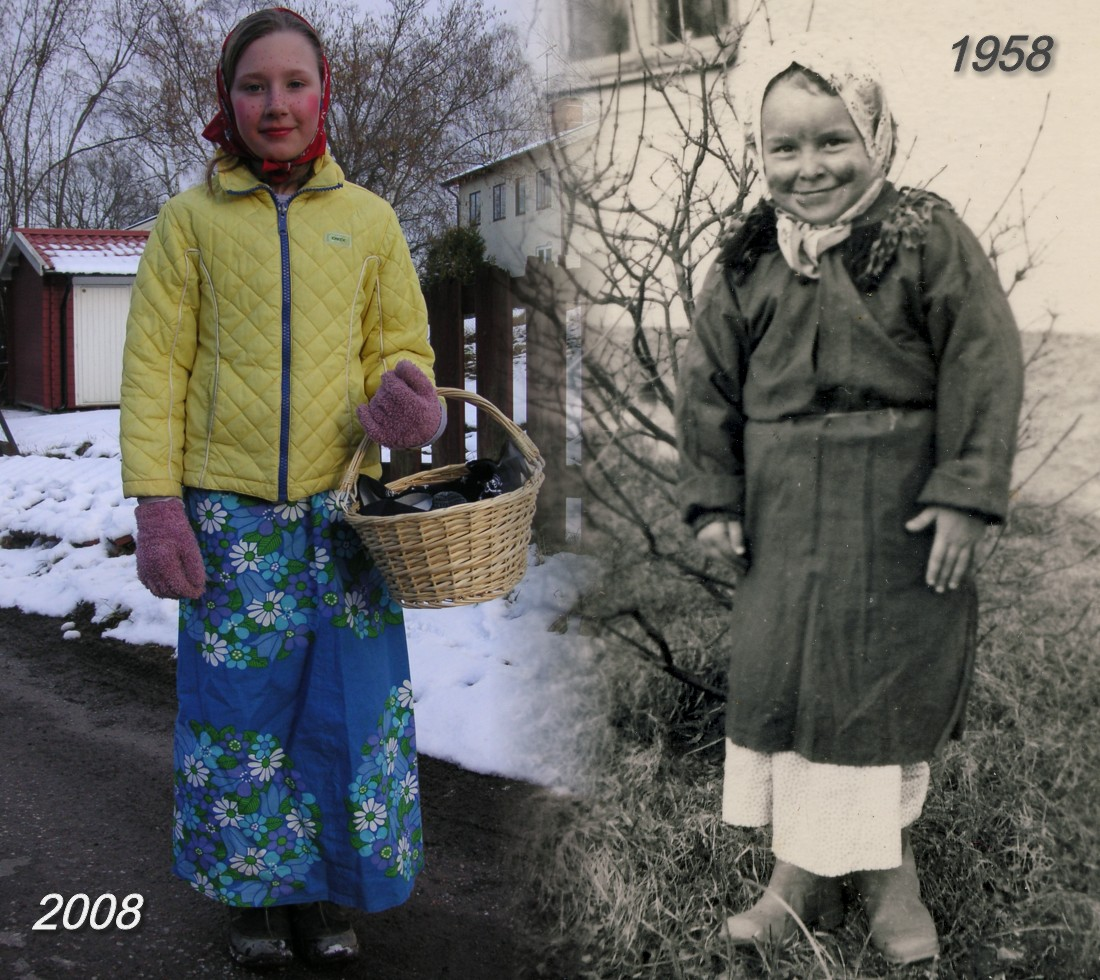
Påskkärringar 2008 och 1958.

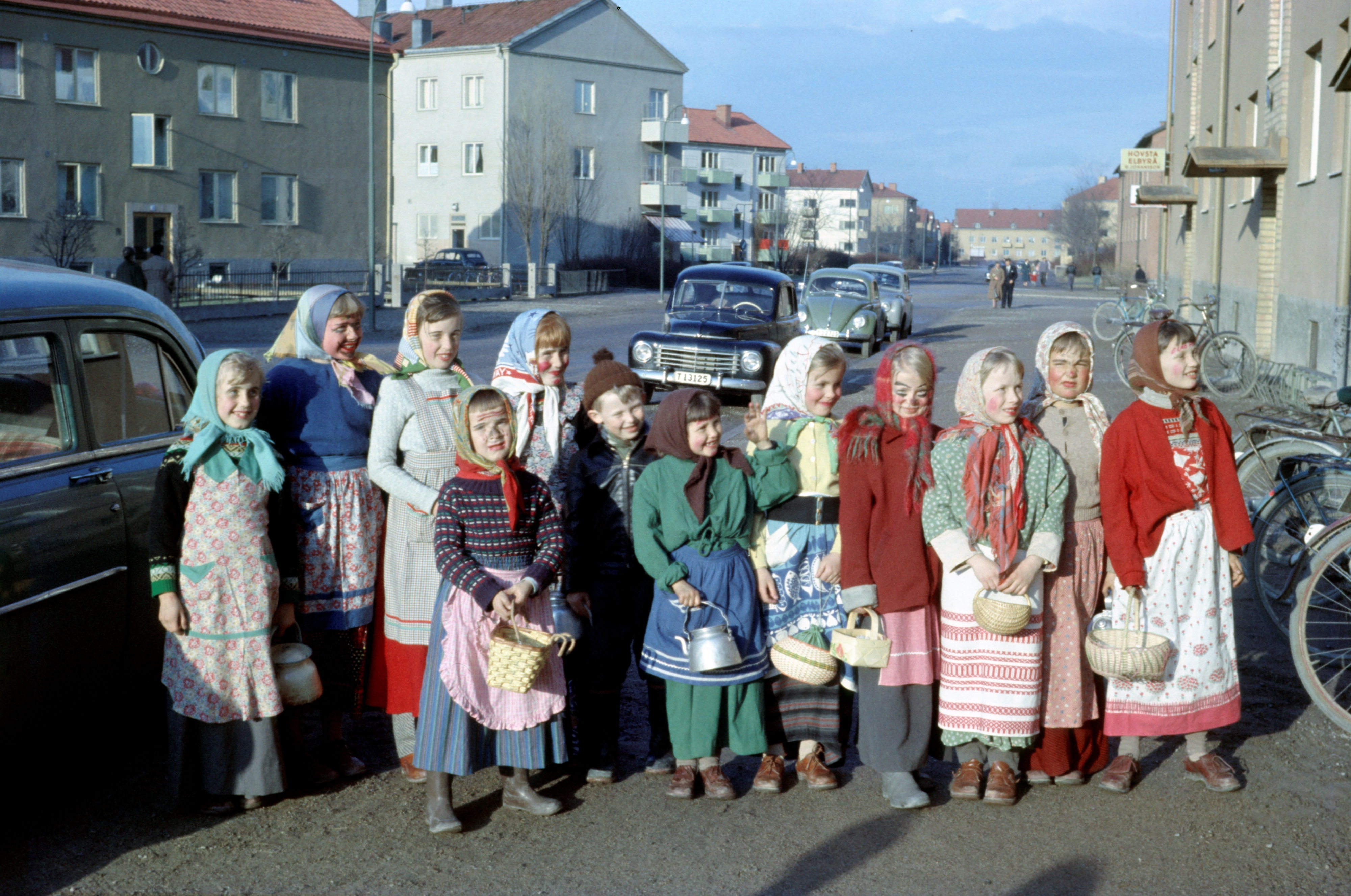
Påskkärringar i Örebro, 1957.

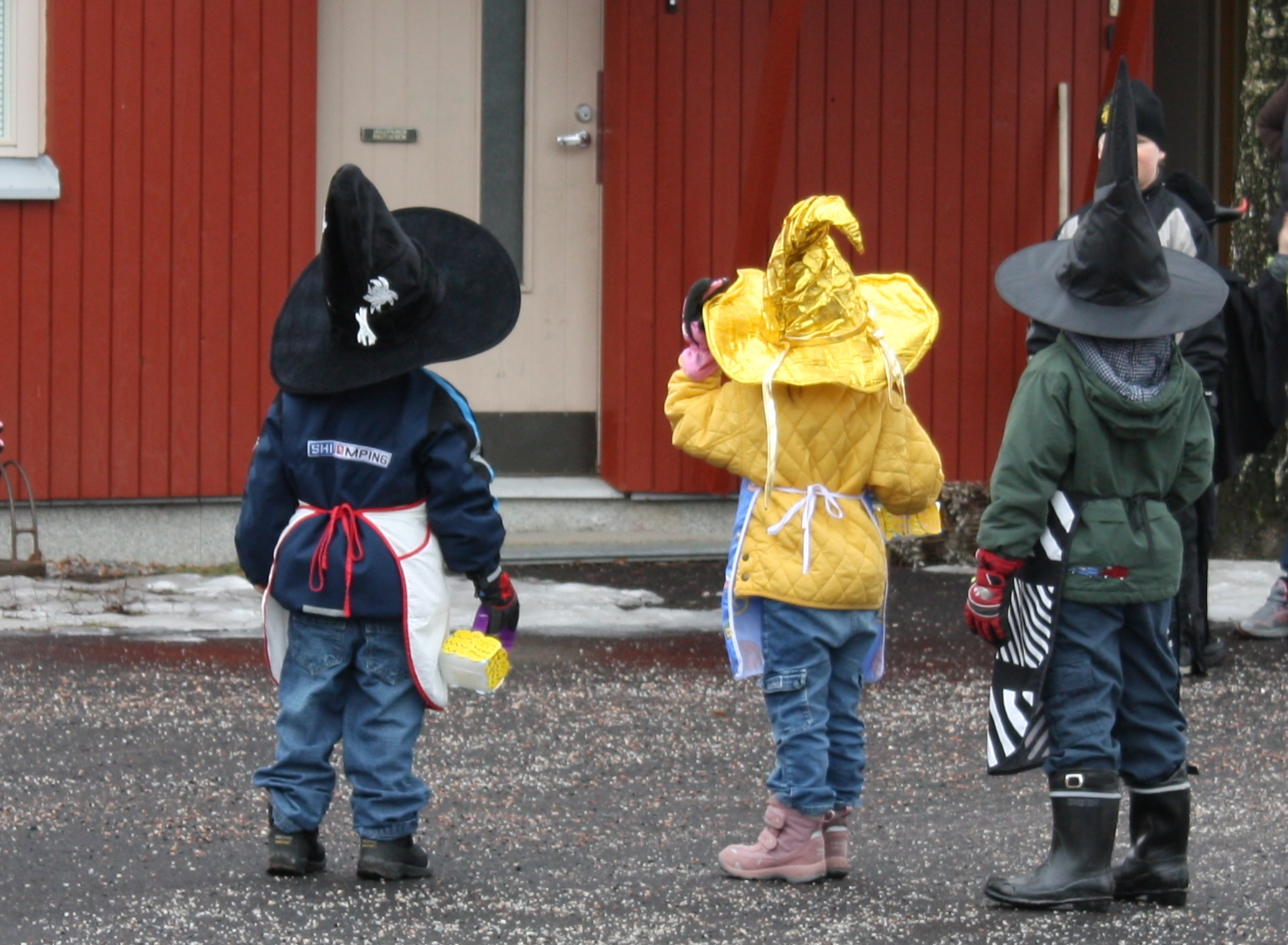
Tre barn utklädda till påskhäxor i Finland 2009.

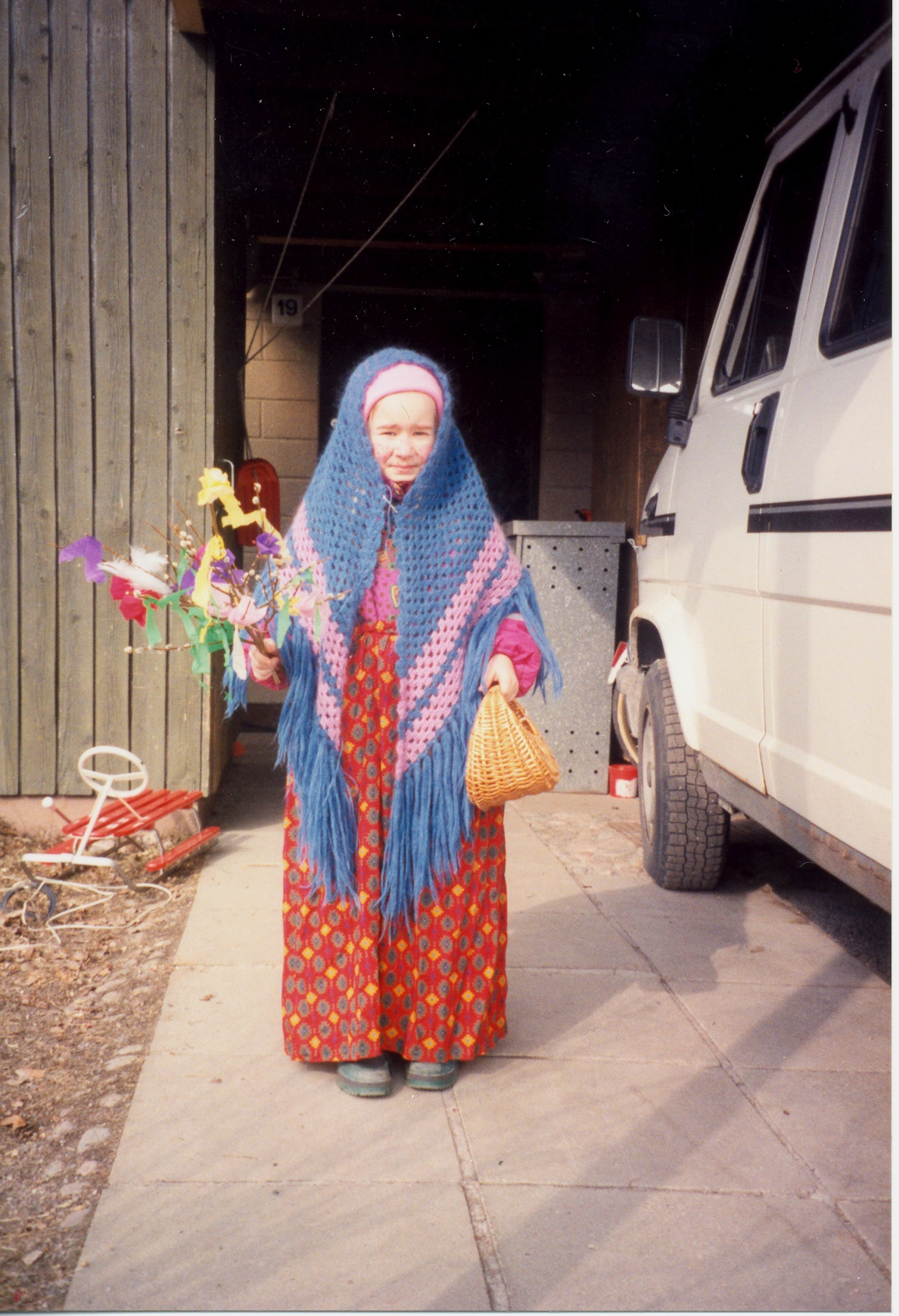
Påskhäxa som delar ut påskkvistar i Finland 1998. Den lilla korgen är till för tackgåvor.

Påskkärring, även påskkäring, påskakärring och påskakäring, i Svenskfinland påskhäxa, är enligt gammal svensk folktro en häxa som flyger på kvast till Blåkulla på skärtorsdagen eller natten mellan dymmelonsdagen och skärtorsdagen för att sedan återvända på påskdagen.

## Historia

### Anknytning till 1600-talets häxor
Idén med påskkärringar anses komma från 1600-talets häxanklagade. På 1660- och 1670-talen var häxprocesserna som värst i Sverige och hundratals avrättades efter att de anklagats för att ha åkt till djävulens gästabud. Gästabudet hölls i en praktfull gård på en plats som ofta, men långt ifrån alltid, kallades för Blåkulla. ”Häxorna” trodde att de serverades massor av läckerheter, men det var i själva verket grodor, ormar och paddor.
För att skrämma iväg häxorna tände man eldar och sköt med gevär. Något som lever kvar än idag i form av påskbrasor, valborgsmässobål/majbrasor, påsksmällare och raketer.
Påskkärringar bygger på folktro och kan skilja sig ganska mycket från de häxor man trodde på under 1600-talet. Det förekommer att påskkärringar har tillbehören kaffepanna, en svart katt och kvast. Flera av dessa attribut har ingen direkt koppling till den tidens häxor. Kaffepannan och korgen ska påminna om häxans smörjdon med salva.

## Påskkärringstraditioner
Det är osäkert när påsktraditionen att klä ut sig till påskkärringar tog sin början i Sverige, men seden var spridd i västsvenska städer vid mitten av 1800-talet. De äldsta beläggen för påskkärringar är från början av 1800-talet, men traditionen är sannolikt äldre. Påskkärringar rapporterades mest från Bohuslän, Dalsland, Värmland och delar av Västergötland och det var främst under påskaftonskvällen som de begav sig ut bland husen. Ursprungligen var det vuxna och ungdomar som klädde ut sig till påskkärringar, men med tiden blev det mer av en barntradition.
I Sverige och Svenskfinland är det vanligt att barn av båda könen klär ut sig till påskkärringar (Svenskfinland: påskhäxor) vid påsk. En påskkärring är traditionellt klädd i klänning, förkläde och sjal. Alternativt kan barnen klä ut sig till påskgubbar, med gammaldags herrkläder, hatt och mustasch, eller till exempelvis katt, påskhare, påsktupp eller kyckling. Tillsammans går barnen runt bland bostadshusen i kvarteret, ringer eller knackar på, önskar glad påsk och överlämnar små gåvor. Ofta består gåvorna av tecknade påskkort/påskbrev som de själva ritat. Finskspråkiga barn överlämnar istället videkvistar enligt den ortodoxa tron från östra Finland om att kvistarna ansågs jaga bort onda andar samt skulle ge välsignelse och hälsa.
Enligt den finlandssvenska traditionen klär barn ut sig till påskhäxor på påskafton. Inom (öst)finsk traditionen sysslar barnen istället med utdelning av videkvistar och läsning av ramsor på palmsöndagen. Traditionen blev mer allmänt utbredd i hela Finland under 1970-talet genom att daghemmen tog upp lyckönskningsseden. Då påskhäxorna tidigare såg skrämmande ut, blev häxornas utklädning på 1970- och 1980-talen sötare och barnvänligare med målade fräknar i ansiktet och blommiga dukar om huvudet. Bland pojkar blev det nu vanligt att klä ut sig till annat än häxor, till exempel sjörövare, drakar eller trollkarlar.
Som tack bjuds barnen vanligen på godis, småpengar eller någon annan liten gåva. Tackgåvorna samlas i exempelvis en korg eller kaffepanna och efter rundturen fördelas gåvorna rättvist mellan barnen. Bland finlandssvenskar och i Västsverige är påskafton den vanligaste dagen att gå påskkärring, medan det i övriga Sverige är skärtorsdag.
Under senare tid har det blivit vanligt att barn får klä ut sig till påskkärring i skolor och förskolor.

### Lokala traditioner
På en del håll är det tradition med ett offentligt påskfirande där vuxna påskkärringar delar ut påskägg till främst utklädda barn. I Visby deltog drygt 4 000 personer i traditionen år 2014.
I västra Värmland förekommer en särskild tradition. På påskafton öppnar man dörren hos sina bekanta ropande "glad påsk" och slänger in egenritade påskbrev innehållande godis, innan man avviker från platsen. Även i Dalsland förekommer traditionen med att påskbrev kastas in hos folk.
En lokal påsktradition som var vanlig vid 1800-talets slut och 1900-talets början var att tillverka en halmdocka föreställande en påskkärring med kläder, kvast, raka, väska och påskbrev, som sedan eldades upp på påskaftons kväll.
I Österbotten i Finland förekom ännu under början av 1900-talet parallellt med de moderna påskhäxorna en äldre utklädningstradition där barn klädde ut sig till påsktroll. Inom påsktroll-traditionen gick barnen runt i grupper som jagade och retades med varandra, men i norra svensktalande Österbotten förekom det även att trollen obemärkt försökte överlämna påskbrev genom att kasta in dem i stugorna.